# La leggenda del re pescatore
La leggenda del re pescatore (The Fisher King) è un film del 1991 diretto da Terry Gilliam con Robin Williams e Jeff Bridges. Il titolo si riferisce alla figura leggendaria del Re Pescatore nel ciclo arturiano, dal quale il film trae molti altri elementi, in particolare quello della ricerca del Santo Graal.

## Trama
(Tagline del film.)
Jack Lucas è il più celebre e salace deejay radiofonico di New York. Un giorno, rispondendo alla telefonata di un uomo che chiama spesso la sua trasmissione e che possiede una vita personale molto solitaria, con la sua invettiva contro lo stile di vita yuppie, lo spinge a compiere una strage in un locale della città per poi togliersi la vita.
Tre anni dopo Jack, devastato dal rimorso, ha cambiato completamente vita: lavora infatti nel videonoleggio della sua nuova compagna Anne rifuggendo il più possibile ogni contatto con le persone ed è entrato in una spirale autodistruttiva. Una sera, dopo aver litigato con la donna ed essersi ubriacato, decide di togliersi la vita gettandosi nell'East River sotto al ponte di Brooklyn; un attimo prima di farlo, tuttavia, viene attaccato da due ragazzi che lo scambiano per un accattone: il peggio sembra inevitabile, ma a questo punto fa la sua comparsa Parry, un barbone che riesce ad allontanare i due.
Il senzatetto conduce quindi Jack nella sala caldaie dove abita e, al suo risveglio, dimostra di essere un uomo intelligente ma anche affetto da allucinazioni, rivelando all'ex deejay che gli gnomi che vede glielo hanno indicato come l'eletto che lo aiuterà a recuperare il Santo Graal e a sconfiggere il cavaliere rosso, la figura che lo terrorizza nelle sue visioni.
Jack, inizialmente, non vuole avere nulla a che fare con Parry e se ne va, ma, incrociando il custode del palazzo nella cui sala caldaie il barbone vive, scopre che questi, il cui vero nome è Henry Sagan, era un eminente professore universitario la cui moglie è stata uccisa sotto i suoi occhi durante la strage di cui Jack si sente colpevole. Quest'ultimo, quindi, decide di aiutarlo per liberarsi dal suo rimorso.
Parry mostra quindi a Jack Lydia, una giovane donna alquanto particolare di cui è innamorato, e, grazie anche all'aiuto di Anne e degli altri barboni amici di Parry, i quali, nonostante la loro condizione e i loro vari problemi, insegnano delle importanti lezioni di vita a Jack, l'ex deejay riesce a farli incontrare e innamorare.
Proprio quando, tuttavia, la situazione sembra volgersi al meglio per tutti e quattro, Parry viene assalito e picchiato brutalmente dai due ragazzi che avevano attaccato Jack: l'uomo, in preda alle sue visioni, non tenta neppure di difendersi e cade in stato catatonico. Jack, allora, deciso a fare tutto ciò che è in suo potere per salvare quello che è ormai diventato il suo migliore amico, recupera l'oggetto che Parry ritiene essere il Santo Graal, cioè una coppa celebrativa vista nella foto della casa di un miliardario (in quel momento in procinto di avvelenarsi) di Manhattan, dopo essersi allontanato da Anne.
Parry riesce a risvegliarsi e a ritornare con Lydia, che non l'ha mai abbandonato, e Jack, ormai libero dai suoi demoni, dichiara tutto il suo amore ad Anne. Parry e Jack diventano amici inseparabili e si ritrovano sul prato di Central Park, nudi, a guardare le nuvole.

## Produzione
Reduce dal costoso flop de Le avventure del barone di Munchausen, Terry Gilliam decise di realizzare un'opera dal budget più contenuto, senza effetti speciali e più centrata sull'avventura umana. Per la prima volta il regista scelse di non firmare la sceneggiatura, affidata a Richard LaGravenese. Le riprese si sono svolte dal 21 maggio 1990 al 16 agosto dello stesso anno. Il film è uscito negli Stati Uniti d'America il 20 settembre 1991.
Prodotto con un budget di 24 milioni di dollari, il film ha incassato oltre 41 milioni di dollari al botteghino statunitense.

## Slogan promozionali
- «A Modern Day Tale About The Search For Love, Sanity, Ethel Merman And The Holy Grail.»
- «A good, old-fashioned story of guilt, poverty, love, madness and free video club membership.»
- «Some called him a hero. Some called him the most dangerous man in America.»
«Alcuni l'hanno definito un eroe. Altri l'hanno definito l'uomo più pericoloso d'America.»

## Accoglienza
Il sito Rotten Tomatoes gli ha dato una valutazione pari a 85% basandosi su 65 recensioni, con un punteggio medio di 7.1/10. Il consenso recita: «Una strana ma interessante miscela di dramma, commedia e fantasy, La leggenda del re pescatore riesce a bilanciare le commoventi performance di Robin Williams e Jeff Bridges con l'universo tipicamente sopra le righe del regista Terry Gilliam».
Peter Travers di Rolling Stone scrisse che la pellicola «ti trascina su onde di umorismo, dolore e romanticismo incantevole».

## Riconoscimenti
- 1992 - Premio Oscar
  - Miglior attrice non protagonista a Mercedes Ruehl
  - Candidatura Miglior attore protagonista a Robin Williams
  - Candidatura Migliore sceneggiatura originale a Richard LaGravenese
  - Candidatura Migliore scenografia a Mel Bourne e Cindy Carr
  - Candidatura Miglior colonna sonora a George Fenton
- 1992 - Golden Globe
  - Miglior attore in un film commedia o musicale a Robin Williams
  - Miglior attrice non protagonista a Mercedes Ruehl
  - Candidatura Miglior film commedia o musicale
  - Candidatura Migliore regia a Terry Gilliam
  - Candidatura Miglior attore in un film commedia o musicale a Jeff Bridges
- 1992 - Premio BAFTA
  - Candidatura Miglior attrice non protagonista a Amanda Plummer
  - Candidatura Migliore sceneggiatura originale a Richard LaGravenese
- 1991 - Festival di Venezia
  - Leone d'Argento a Terry Gilliam
  - Premio Pasinetti a Mercedes Ruehl
  - Leoncino d'oro a Terry Gilliam
  - Candidatura Leone d'Oro a Terry Gilliam
- 1992 - American Comedy Awards
  - Miglior attrice non protagonista a Mercedes Ruehl
- 1991 - Boston Society of Film Critics Award
  - Miglior attrice non protagonista a Mercedes Ruehl
- 1992 - Casting Society of America
  - Miglior casting per un film commedia
- 1992 - Chicago Film Critics Association Award
  - Miglior attrice non protagonista a Mercedes Ruehl
  - Candidatura Miglior attrice non protagonista a Amanda Plummer
- 1991 - Los Angeles Film Critics Association Award
  - Miglior attrice protagonista a Mercedes Ruehl
  - Candidatura Miglior film
  - Candidatura Migliore regia a Terry Gilliam
  - Candidatura Miglior attrice non protagonista a Amanda Plummer
  - Candidatura Migliore sceneggiatura a Richard LaGravanese
- 1991 - Toronto International Film Festival
  - Premio del pubblico a Terry Gilliam
- 1992 - Writers Guild of America
  - Candidatura Migliore sceneggiatura originale a Richard LaGravanese